# 단위분수
단위분수는 분자가 1이고 분모는 양의 정수인 분수이다. 그 예로는 
{\displaystyle {\frac {1}{2}},{\frac {1}{3}},{\frac {1}{4}}}
등이 있다. 

## 기초적인 연산
단위분수 두 개를 곱하면 단위분수가 된다. 따라서 단위분수들의 집합은 곱셈에 닫혀있다.
{\displaystyle {\frac {1}{x}}\times {\frac {1}{y}}={\frac {1}{xy}}}
하지만 단위분수 두 개를 더하거나, 빼거나, 나누면 일반적으로 단위분수가 되지 않는다.
{\displaystyle {\frac {1}{x}}+{\frac {1}{y}}={\frac {x+y}{xy}}}
{\displaystyle {\frac {1}{x}}-{\frac {1}{y}}={\frac {y-x}{xy}}}
{\displaystyle {\frac {1}{x}}\div {\frac {1}{y}}={\frac {y}{x}}}
단위분수는 분자가 1이기 때문에 1은 일반적으로 다시 1이 되지 않는다. 따라서 곱하지 않는 이상 단위분수의 연산에서는 단위분수가 나올 수 없다.